# 山下栄
山下 栄（山下 榮、やました さかえ、1935年（昭和10年）9月10日 - ）は、日本の政治家。元鹿児島県鹿屋市長（4期、合併前も含む）。

## 来歴
鹿児島県出身。鹿児島県立鹿屋農業高等学校卒業。卒業後は土木作業員や農業で生計を立てていた。1963年に鹿屋市役所に入る。市役所では、農政、畜産の各課長、産業経済、総務の各部長などを経て、助役となる。
1994年鹿屋市長浅井隼人が死去。これに伴う市長選挙に立候補して、元社会党衆議院議員の有川清次を破って初当選する。1998年と2002年の市長選挙でも当選した。
2006年に合併で新鹿屋市が発足、合併後の市長選挙に立候補して、当選した。合併後の市長は2010年まで務めた。
2016年1月30日に開催された鹿屋市制施行10周年記念式典において、鹿屋市名誉市民に選出された。